# Camila Silva (cantante)
Camila Constanza Silva Ojeda (San Pedro de la Paz, 17 de febrero de 1994) es una cantante y compositora chilena de música pop reconocida popularmente tras ser la ganadora de la primera temporada del programa de televisión Talento chileno. Su álbum debut homónimo fue lanzado el 8 de noviembre de 2011 bajo el sello Sony Music en Chile.

## Primeros años
Camila nació el 17 de febrero de 1994 en el Hospital Higueras de la ciudad de Talcahuano en la Región del Biobío, aunque vivió gran parte de su infancia en la Región de Magallanes donde dio sus primeros pasos en la música, cantando en actos y eventos, formando incluso la banda Los Ojos de Medlaz. Camila vivió en Punta Arenas desde el año 2000 a 2007 y estudió en el Colegio Punta Arenas.
Terminó su enseñanza media en el Colegio Concepción San Pedro de la ciudad de San Pedro de la Paz, en donde además participó en el coro del establecimiento. Su primera aparición en televisión fue cuando hizo una pequeña aparición en el programa La Ruta Bicentenario de 13C en donde se le mostraba interpretando en vivo "Mercy" de Duffy.

## Carrera

### 2010
El 4 de octubre de 2010 fue emitido el segundo episodio de audiciones del programa Talento Chileno en donde logró el reconocimiento público con su presentación en vivo de la canción «Other Side of the World» de KT Tunstall, su participación fue alabada por el jurado y consiguió ser portada del periódico Las Últimas Noticias del día 5 de octubre de 2010, siendo la segunda portada de día lunes de este diario para el programa. Su presentación además fue lo más visto de esa noche llegando a los 37 puntos de índice de audiencia con 3.8 millones de espectadores en ese instante. Esa misma semana, y debido al éxito de su presentación, fue invitada a cantar en vivo la canción en el programa Primer plano de CHV.
Camila anteriormente a su exposición pública ya posee dos canciones originales escritas y compuestas por ella misma llamadas: «Guitarra Blanca» y «Último Día». Durante el "detrás de cámara" de su presentación en Talento Chileno ella afirmó que su intención es dedicarse por completo a la música en el futuro.
El día 15 de noviembre de 2010, Camila se presentó en la etapa de galas semifinales en donde interpretó la canción «The Story» de Brandi Carlile. En general recibió buenas críticas, a pesar de que Antonio Vodanovic confesó que había errado en su recomendación de que no usara la guitarra ya que solo le servía de apoyo, pues en la presentación de la gala el jurado le dijo que su guitarra le ayudaba a tener mayor confianza y que ese era su estilo. Vodanovic además la comparó con Laura Pausini y Francisca Valenzuela. En la oportunidad, también le recomendaron que se arriesgara con canciones en español. Camila fue la ganadora de la noche con el primer lugar en votación popular alzándose como una de las favoritas del programa.
Participación en Talento Chileno
| Programa     | Fecha de emisión        | Presentación                             | Resultado   |
| ------------ | ----------------------- | ---------------------------------------- | ----------- |
| Audiciones   | 4 de octubre de 2010    | "Other Side of the World" de KT Tunstall | Clasificada |
| Preselección | 25 de octubre de 2010   | —                                        | Clasificada |
| Gala 3       | 15 de noviembre de 2010 | "The Story" de Brandi Carlile            | Clasificada |
| Final        | 13 de diciembre de 2010 | "Adiós" de Jesse & Joy                   | Ganadora    |

El 14 de diciembre de 2010, el voto popular la coronó como la ganadora de la primera temporada del programa Talento Chileno, además se confirmó su presencia la versión 2011 del Festival Internacional de la Canción de Viña del Mar. Antonio Vodanovic dijo estar en conversaciones con el productor y músico argentino Leo García para comenzar la elaboración del álbum debut de Camila que saldría a la venta durante el año 2011. El cantante chileno Luis Jara se mostró interesado en ayudar a Camila en su carrera musical tal como el mismo comentó en una entrevista desde Las Vegas para el diario La Cuarta, su madre y también mánager, Linda Ojeda, contó que el cantante le entregó una beca de preparación integral en su academia.

Camila tiene un talento natural, es muy espontánea y moldeable. Las idea es que ella pueda hacer de esto una opción de vida. Ahora se tiene que apoyar en la familia y no perder el rumbo.
Luis Jara, La Cuarta

Durante diciembre de 2010, Camila inició la preparación de su espectáculo para el Festival de Viña del Mar 2011, en donde además comentó que le encantaría que Claudio Valdés "El Gitano" también participara con ella, Claudio quedó en segundo lugar en el estelar de talentos de donde ella resultó ganadora. Virginia Reginato, alcaldesa de Viña del Mar se refirió a la participación de Silva en el Festival de Viña del Mar, diciendo que ella no cumple con el requerimiento de los artistas que se presentan en certamen por lo que solo podrá estar en la apertura de una noche. El 21 de diciembre de 2010, Camila recibió un reconocimiento por parte de la Municipalidad de San Pedro de la Paz, en el marco de un acto apoyando el desarrollo de las artes y la cultura de esa comuna. Este premio se suma al ya recibido el 7 de diciembre de 2010, de manos del alcalde de San Pedro de la Paz, en donde se le reconoció como la "Artista Destacada 2010" durante el aniversario de la ciudad.

### 2011-presente
Ella se presentó a principios de 2011 en el III Festival de la Voz de San Pedro de la Paz y en las conmemoraciones de la Semana Sanatajuanina de la comuna de Santa Juana. Silva se presentó el día 23 de febrero de 2011, en la obertura de esa jornada del Festival de Viña del Mar 2011, en el marco de un homenaje al cantante argentino Sandro, fallecido a principios de 2010. A fines de marzo de 2011 participó junto a Manuel García en el lanzamiento de la campaña anual del Hogar de Cristo en la Región del Biobío. Camila se presentó en la final de Fiebre de baile y Talento chileno durante el 2011, cantando su canción "Último Día" el cual fue el primer sencillo de su álbum debut con el sello Sony Music que debutó en las tiendas el 8 de noviembre de 2011, sin embargo este primer sencillo falló el ingreso a las listas de popularidad. El segundo sencillo de este álbum es "Al Fin Te Encontré" el cual fue lanzado en línea por la discográfica la primera semana de octubre de 2011, además de ser lanzados en radios obteniendo un tenue repercusión los primeros meses, sin embargo a partir de marzo de 2012, la canción comenzó a subir en audiencia radial, regresando a las listas y causando que la discográfica atrase el lanzamiento del siguiente sencillo. 
El 25 de junio de 2012, lanzó el segundo sencillo «Distancia». El 31 de julio del mismo año, fue estrenado el video de su primer sencillo "Al fin te encontré" en su cuenta oficial de VEVO, el video consta de una presentación en vivo de la canción. Durante el mismo periodo, varias canciones de su álbum debut fueron utilizadas como banda sonora de la exitosa teleserie Soltera otra vez de Canal 13.
El 22 de marzo de 2014, Camila Silva estuvo presente en la primera edición del Festival de la Diversidad "Daniel Zamudio", festival organizado en conmemoración al joven homosexual brutalmente asesinado el 2012 y que está a favor de la diversidad en cualquier ámbito y la fomentación de la no-discriminación, en especial de las personas LGBT. Otros artistas chilenos que también participaron en este festival fueron Saiko, Gepe, Difuntos Correa, K-réena y Denise Rosenthal.

## Estilo musical
Su música es predominantemente pop, aunque incluye sonidos acústicos, incluyendo baladas pop rock. Amor y desilusiones amorosas son los principales temas utilizados en sus canciones, las cuales ella misma escribe. Sus mayores influencias musicales son Lily Allen, Regina Spektor, Francisca Valenzuela

## Discografía

### Álbumes de estudio
| Camila Silva                                                        | - Lanzamiento: 8 de noviembre de 2011 - Sello: Sony Music - Formatos: CD, Descarga digital | 38 |  |
| "—" significa que el álbum no fue lanzado o no apareció en la lista |                                                                                            |    |  |

### Sencillos
| "Último día"                                                           | 2011 | —  |  | Camila Silva |
| "Al fin te encontré"                                                   | 2011 | 32 |  | Camila Silva |
| "Distancia"                                                            | 2012 | 72 |  | Camila Silva |
| "—" significa que la canción no fue lanzada o no apareció en la lista. |      |    |  |              |